# 劉家喬
劉家喬（Kyle Lau Ka Kiu，2002年2月10日—），生於香港，香港足球運動員。現時效力香港超級聯賽球會理文。

## 早期生活
劉家喬於2014年加入車路士足球學校（香港）接受訓練及參與青年聯賽，曾於2018-2019球季代表球會參與香港丙組聯賽賽事。2019年轉會到香港甲組聯賽球會港會，代表球會參與青年聯賽及香港甲組聯賽。 

## 大學生涯
高中畢業後，劉家喬就讀於美國波莫納皮策學院經濟與數學系，並在大學足球隊效力。 

## 俱樂部生涯
2022年12月28日，劉家喬加入香港超級聯賽球會香港U23，正式成為一名職業足球員，於球季完結後離開香港U23，回到美國繼續學業。 
2023年6月12日，劉家喬提前由美國返港參與香港U22操練，於香港尋求落班機會，目前自由身。
2025年1月3日，劉家喬加入香港超級聯賽球會理文，今個月可為球隊上陣，惟2月則要飛回美國繼續學業，5月畢業後將回港再次為球隊上陣。

## 國際賽生涯
劉家喬曾代表香港各級別青年足球代表隊參與不同賽事。他最近一次參與賽事為2023年新加坡魚尾獅杯國際足球邀請賽，於對陣馬來西亞U23的比賽中射入一球。
2023年3月27日，劉家喬於2023年新加坡魚尾獅杯國際足球邀請賽中表現出色，獲得時任香港足球代表隊主教練安達臣賞識，首次獲徵召入選香港足球代表隊與馬來西亞進行國際足球友誼賽。 
2023年9月，劉家喬入選杭州亞運中國香港足球代表隊。港隊以第4名完成亞運之旅，是香港參加亞運歷來最佳成績。
2025年6月10日，劉家喬在2027年亞洲盃外圍賽對印度的比賽中首次代表香港出戰國際賽事。
2025年7月，劉家喬獲香港隊徵召出戰2025年東亞足球錦標賽。

## 比赛風格
劉家喬主要擔任中鋒位置，亦能勝任左右兩翼，其踢法以速度個人突破為主，擅長防守反擊。 

## 外部連結
- 香港足球總會網頁球員註冊資料